# Madaras
Madaras je obec v Maďarsku v Báčsko-malokumánské župě v okrese Bácsalmás.

## Poloha
Madaras leží na jihu Maďarska, nedaleko hranic se Srbskem. Bácsalmás – 10 km.